# Ilja Fiodorow
Ilja Fiodorow (ros. Илья Фёдоров; ur. 1 sierpnia 2002 w Nowoczeboksarsku) – rosyjski siatkarz, grający na pozycji libero. 

## Sukcesy klubowe
Puchar Rosji:
- 2021[2]

Liga rosyjska:
- 2022[3]

## Sukcesy reprezentacyjne
Mistrzostwa Świata Kadetów:
- 2019

Mistrzostwa Europy Juniorów:
- 2020[4]

Mistrzostwa Świata Juniorów:
- 2021

## Nagrody indywidualne
- 2018: Najlepszy libero Mistrzostw Europy Kadetów[5]
- 2019: Najlepszy libero Mistrzostw Świata Kadetów[6]
- 2020: Najlepszy libero Mistrzostw Europy Juniorów